# 灰汤温泉

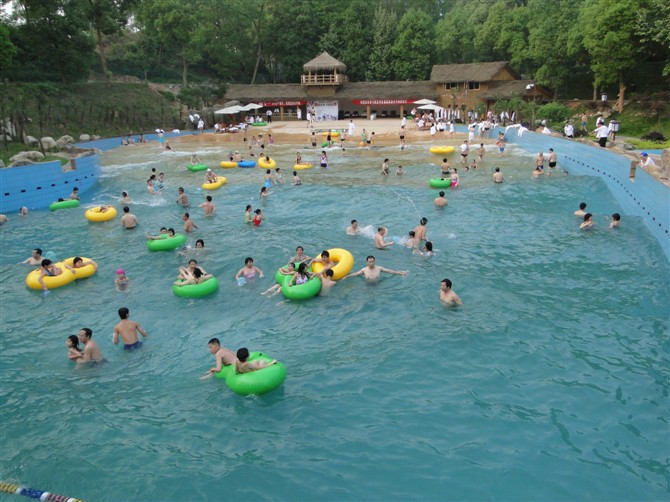
灰汤温泉景点。

灰汤温泉在湖南省长沙市宁乡市灰汤镇西南的东务山下，乌江河畔，距离宁乡县城45千米，是三国时期蜀国丞相蒋琬的故乡。因此地温泉沸腾如滚汤，热气腾腾如灰雾，故而命名为“灰汤”。灰汤温泉是中华人民共和国三大高温复合温泉之一。

## 地理
灰汤温泉泉池有多个孔，主泉宽2米，长8米。泉水四射，晶莹如玉，故而史书记载“汤泉沸玉”。
灰汤温泉的水源为低矿化重碳酸，钠氟硅质水，含有硫化氢、铜、锌、氡、钠、钾、钙、镤等29种化学成分，对关节炎和皮肤病、高血压、神经痛等疾病有辅助疗效，泉水还可饮用。
灰汤温泉附近的池塘利于养鱼、养鸭，史书记载称“汤鱼”和“汤鸭”。